# Paszczękowate
Paszczękowate, pożeraczowate (Chiasmodontidae) – rodzina morskich ryb okoniokształtnych (Perciformes).

## Zasięg występowania
Ocean Atlantycki.

## Cechy charakterystyczne

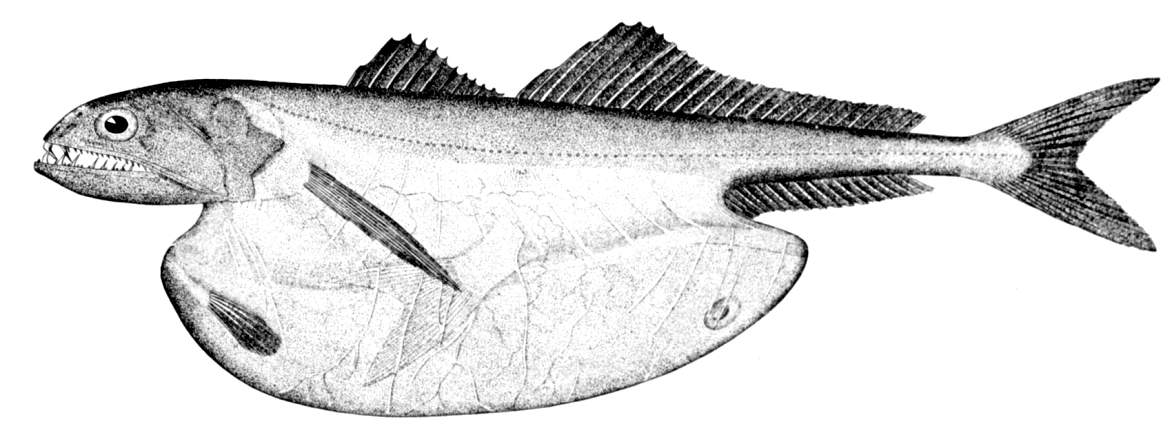
Okoń głębinowy (Chiasmodon niger) z rozciągniętym brzuchem

Ciało wydłużone, bez łusek. Bardzo duży otwór gębowy z ostrymi zębami umożliwia połknięcie ofiary znacznych rozmiarów. U gatunków z rodzaju Pseudoscopelus obecne są narządy świetlne.
Większość paszczękowatych to ryby głębinowe. Najbardziej znanym przedstawicielem jest okoń głębinowy (Chiasmodon niger) nazywany również pożeraczem czarnym z powodu swojego ubarwienia i zdolności do połykania ofiary większej od siebie. Jego brzuch po rozciągnięciu staje się niemal przezroczysty.

## Klasyfikacja
Rodzaje zaliczane do tej rodziny:
Chiasmodon — Dysalotus — Kali — Pseudoscopelus